# Andik Rendika Rama
Andik Rendika Rama (sinh ngày 16 tháng 3 năm 1993, ở Gresik) là một cầu thủ bóng đá người Indonesia thi đấu cho Madura United F.C. ở Liga 1 ở vị trí Hậu vệ, Andik đạt tiêu chuẩn để trở thành hậu vệ trẻ hiện đại.

## Sự nghiệp
Lúc 16 tuổi, Andik đã xa gia đình, anh gia nhập U-21 Persebaya Surabaya ở Indonesia Super League 2009–10 U-21. Tạo ấn tượng tại U-21 Persebaya, Andik chuyển đến Deltras Sidoarjo U-21 năm 2012 đến 2014. và năm 2015, Andik chuyển đến Persela Lamongan và gia nhập Persija Jakarta.

### Persija Jakarta
Andik có màn ra mắt cho Persija Jakarta trước Persipura Jayapura trong vòng đầu của Indonesia Soccer Championship A 2016

### Madura United
Năm 2017, Andik gia nhập Madura United F.C. và gia đình quyết định lựa chọn của anh, vì bà của anh bị ốm.